# Guaiazulène
Le guaiazulène, ou azulon ou encore 1,4-diméthyl-7-isopropylazulène, est un hydrocarbure dérivé de l'azulène. Il se présente sous la forme de cristaux bleu foncé.
C'est un sesquiterpène bicyclique qu'on trouve naturellement dans un certain nombre d'huiles essentielles, principalement dans l'huile de guaïac et l'huile de camomille sauvage. On le trouve aussi dans certains coraux dont il est le pigment principal.

## Propriétés
Le guaiazulène a un point de fusion relativement bas, ce qui peut poser des problèmes lors de son utilisation en synthèse. Tout comme son composé voisin de même couleur, l'azulène, le guaiazulène a une répartition inégale de ses électrons entre le cycle à sept atomes et celui à cinq. Pour obéir à la règle de Hückel, le cycle de sept atomes tente de transférer un électron à celui de cinq. Même s'il est incomplet, ce transfert d'électron crée un moment dipolaire d'environ 1 Debye, chose assez singulière pour un hydrocarbure. Le cycle de cinq atomes acquiert ainsi une charge partielle négative, ce qui en fait une zone privilégiée pour une substitution électrophile aromatique.

## Utilisations
Le guaiazulène est utilisé comme colorant. Il est aussi un élément commun de produits cosmétiques, shampooings et produits de soins de la peau, associé à d'autres produits adoucisseurs de la peau comme l'allantoïne.
Le guaiazulène a des applications en tant que médicament anti-ulcéreux et peut servir de colorant volatil (avec un taux d'évaporation connu) afin d'indiquer la limite entre les zones où un produit (insecticide, lotion solaire, etc.) a été appliqué et celles où il ne l'a pas été.